# Scaptognathus trouessarti
Scaptognathus trouessarti är en kvalsterart som beskrevs av Halbert 1915. Scaptognathus trouessarti ingår i släktet Scaptognathus och familjen Halacaridae. Inga underarter finns listade i Catalogue of Life.